# 蛇骨婆
蛇骨婆（じゃこつばばあ）または蛇五婆（じゃごばあ）は鳥山石燕の『今昔百鬼拾遺』にある妖怪。

## 概要
絵では体に大蛇を巻きつけた老婆の姿で描かれており、鳥山石燕の『今昔百鬼拾遺』（1781年刊、右図参照）の解説文には以下のようにある。
```
もろこし巫咸国（ぶかんこく）は女丑の北にあり 右の手に青蛇をとり左の手に赤蛇をとる人すめるとぞ 蛇骨婆は此の国の人か 或説に云 蛇塚の蛇五右衛門（じゃごえもん）といへるものの妻なり よりて蛇五婆（じゃごばあ）とよびしを 訛りて蛇骨婆といふと 未詳
[
2
]
```

「もろこし」（唐土）とは中国大陸のこと、「巫咸国」とは中国の地理書『山海経』海外西経にある地で、右手に青蛇、左手に赤蛇を持っている人がいるとされている、石燕は「未詳」としつつ、「蛇を持っている」ところから蛇骨婆はこの巫咸国の住人なのではないかと解説している。また、蛇骨婆は「蛇五右衛門」の妻だと述べているが、その根拠を「或説に云」としか述べておらず、どのような文献によるものかは判明していない。
近世文学者・近藤瑞木は、『今昔百鬼拾遺』の描かれた安永10年（1780年）以前に「蛇骨婆」という呼称は、黒本『乾局』（小栗吹笛乾局。明和5年、1768）や歌舞伎『金門五山桐』（安永7年、1778年）の登場人物の名前などにも見え、「老女」を示す卑罵的呼称として一般に通用していた言葉を石燕は妖怪として用いて図像化したのではないかと述べている。また『新編奇怪談』（宝暦2年、1752）巻四「猪鼻山天狗」に出る鬼婆のイメージとの類似も指摘している。
博物学者・南方熊楠の著書『十二支考』には、毒蛇に噛まれた際に「蛇除伊右衛門」と言ってまじないの言葉を唱える百姓の話が掲載されており、蛇五右衛門とはこれに類する事物をさしているのではないかとの説もある。

## 昭和以後の解説
佐藤有文の妖怪図鑑『日本妖怪図鑑』（1972年）などで蛇骨婆は東北地方の山奥に住んでいた妖怪で、蛇の巣の親玉・蛇五右衛門の妻であり、右手にひとを凍らす青い蛇、左手にひとを焼き尽くす赤い蛇を持ってると解説されている。これは石燕の解説文をもとに脚色された解説であると見られている。それを受けて、昭和以降の妖怪関連の書籍では、蛇五衛門は人間によって塚に封印された蛇の妖怪で、その妻である蛇骨婆は塚を守るため、右手に青い蛇、左手に赤い蛇を持ち、塚に近づく者を驚かすなどの解説もされている。